# 圣博内拉里维耶尔
圣博内拉里维耶尔（法語：Saint-Bonnet-la-Rivière，法語發音：[sɛ̃ bɔnɛ la ʁivjɛʁ]）是法国科雷兹省的一个市镇，位于该省西部，属于布里夫拉盖亚尔德区。

## 地理
圣博内拉里维耶尔（45°18'0"N, 1°22'9"E）面积10.11 平方千米，位于法国新阿基坦大区科雷兹省，该省份为法国中南部省份，北起上维埃纳省和克勒兹省，西接多爾多涅省，南至洛特省，东临多姆山省和康塔爾省。
与圣博内拉里维耶尔接壤的市镇（或旧市镇、城区）包括：艾昂、沙布里尼亚克、拉斯科、罗西耶德瑞亚克、圣西尔拉罗什、罗塞河畔瓦尔、维尼奥勒。

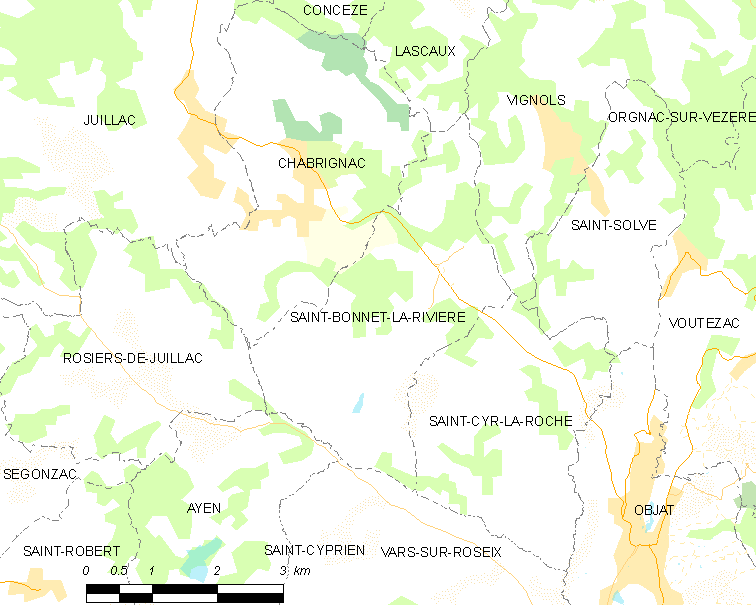
圣博内拉里维耶尔的OSM定位图

圣博内拉里维耶尔的时区为UTC+01:00、UTC+02:00（夏令时）。

## 行政
圣博内拉里维耶尔的邮政编码为19130，INSEE市镇编码为19187。

## 政治
圣博内拉里维耶尔所属的省级选区为利桑多奈县。

## 人口

1962-2008年间圣博内拉里维耶尔人口变化图示

圣博内拉里维耶尔于2022年1月1日时的人口数量为404人。